# Paloma Tortajada
Paloma Tortajada Lorente (Zaragoza, España, 9 de agosto de 1969-Madrid, España,  25 de abril de 2019) fue una periodista, locutora de radio y presentadora de televisión española.

## Biografía
Nació en Zaragoza. Desde pequeña cultivó su afición por la radio, oyéndola junto con sus padres, en su casa. A finales de los ochenta se  trasladó a Bilbao, donde obtuvo la licenciatura en Ciencias de la Información por la Universidad del País Vasco. Desarrolló la mayor parte de su actividad profesional en la radio. Inició su carrera en Radio Popular de Zaragoza con la periodista María José Cabrera. Y continuando su labor periodística como Jefa de Informativos en Antena 3 Radio Aragón, ya desaparecida.
En 1992 se trasladó a Madrid para trabajar en la Cadena SER. Allí colaboró trece años con Iñaki Gabilondo en el programa Hoy por hoy, como coordinadora; y ejerció funciones de subdirectora de Hora 14 con José Antonio Marcos. En esa época falleció su padre.
En 2006 dejó la radio para trabajar las cadenas de televisión Cuatro y CNN+, donde fue jefa de Sociedad hasta 2009.
Desde 2009 hasta 2011 fue jefa de prensa del Ministerio de Educación con el ministro Ángel Gabilondo.
Desde 2013 formaba parte del equipo de Las Mañanas de COPE,  en un principio con Ernesto Sáenz de Buruaga, después con Ángel Expósito, y por último trabajaba con Carlos Herrera, coordinando la redacción de noche de Herrera en COPE.
De septiembre de 2015 a abril de 2019 fue presentadora del programa Tal como somos en Aragón TV.
Falleció en Madrid el 25 de abril de 2019 a los 49 años, a consecuencia de un cáncer.